# لجن‌ماهی‌های غربی
لجن‌ماهی‌های غربی (نام علمی: Umbra) نام یک سرده از تیره لجن‌ماهیان است.